# フランケンフッカー
『フランケンフッカー』（原題: Frankenhooker）は、1990年4月にアメリカ合衆国で公開されたフランク・ヘネンロッター監督によるブラックコメディ・ホラー映画。
メアリー・シェリーによる1818年の小説『フランケンシュタイン』に大まかな着想を得たこの映画は、ジェームズ・ロリンズと元ペントハウス・ペットのパティ・マレンが主演した。

## あらすじ
ニュージャージー州に住む青年ジェフリー・フランケンは、発電所の労働者であり、生体電力を専門とする科学者である。彼は婚約者のエリザベスとの結婚を控えている。エリザベスは太り気味で、ダイエットを試みているがうまくいかない。エリザベスの父親の誕生日会で、ジェフリーは自作の自動芝刈り機をプレゼントするが、エリザベスが動作を実演しようとしたところ、芝刈り機の軌道に巻き込まれ無惨な死を遂げてしまう。
悲しみに暮れるジェフリーは、自らの回路の知識を使ってエリザベスを組み立て直し、生き返らせようと企み始める。その悲しみから、彼は回収することができたエリザベスのわずかな断片と疑似的なディナーデートをし、また、自分を落ち着かせるために電動ドリルで自らの頭蓋に穴を空けるようになる。彼は、ニューヨークの娼婦の体を採取することにより、エリザベスのために完璧な新しい体を作ることを決意する。
ジェフリーは、何人かの女の子と、彼女たちを斡旋する筋肉隆々の気性の荒い麻薬の売人であるポン引きのゾロに出会った後、ゾロを騙して女の子たちを一晩中レンタルさせてもらい、エリザベスにぴったりの体を持つ女の子を見つける。しかし、クラック・コカインが多くのニューヨークの娼婦たちを死に至らしめたというニュースに触発された彼は、生物を爆発させる「スーパークラック」を開発する。どうせクラック・コカインで死ぬのだから、自分は何も悪くないと考えたジェフリーは、娼婦たちを「健康診断」と称してホテルの一室に誘い込み、エリザベスのために欲しい体のパーツを彼女たちにマーキングしていく。しかし、彼が考え直し始めた頃、娼婦たちは彼の鞄からスーパークラックの入った袋を見つけ、ジェフリーの懇願にもかかわらずそれを吸ってしまい、全員爆発してバラバラになってしまう。
騒ぎを聞いたゾロは部屋に駆けつけるが、飛んできた娼婦の頭が衝突し気絶させられてしまう。ジェフリーは急いで娼婦たちの体のパーツをゴミ袋に入れ、エリザベスを復活させたら彼女たちを元に戻すと約束する。完璧なボディパーツを選び、エリザベスの頭と一緒に一つの身体に縫い合わせたジェフリーは、近くの嵐の雷を利用してエリザベスの新しい身体に衝撃を与え、再び命を吹き込む。しかし、彼女の体と顔はぎこちなく動き、前の娼婦たちが死ぬ前に言ったことを繰り返すことしかできない。「フランケンフッカー」と化した彼女は地下室を抜け出し、客を探し始めるが、客は彼女と親密になろうとすると、電撃で爆発させられてしまう。
ジェフリーはエリザベスを探しに行き、バーで彼女を見つける。しかし、そこにはゾロもおり、彼女が自分の名前を口にしたのを聞いて、彼女の体の一部が自分の娼婦でできていることを認識したゾロは、怒って彼女を激しく殴り、彼女の頭が体からほとんど剥がれてしまう。ジェフリーはゾロから逃れ、エリザベスを家に連れて帰り、首を修理して再び蘇生させる。
頭を新しい身体にしっかり固定させたジェフリーは、エリザベスを目覚めさせ、彼女の記憶が戻っていることに気づく。エリザベスはジェフリーに蘇生されたことに感動するが、自分の身体が何でできているのか、ジェフリーがどのようにパーツを手に入れたのかを知り、激怒する。ジェフリーは弁解しようとするが、後をつけてきたゾロに襲われ、首を切られてしまう。ゾロはエリザベスを連れ出そうとし、彼女の新しい身体のほとんどが自分の娼婦のものであると主張して己を正当化する。しかし、予備の娼婦のパーツも嵐によって生き返り、複数の手足を持つグロテスクなモンスターに合体した。ゾロはモンスターに圧倒され、ドラッグと一緒に倉庫のクーラーに引きずり込まれ、死んでしまった。
エリザベスは自分に施されたのと同じ方法でジェフリーを蘇らせることにするが、その方法は女性の身体にしか効かないため、エリザベスは仕方なく娼婦たちの体の一部で作った身体にジェフリーの頭を乗せて彼を蘇らせる。蘇生されたジェフリーが彼の新しい女性の身体に恐怖の呻きを上げている中、エリザベスは「ずっと一緒にいようね」と嬉しそうに言った。

## キャスト
| 役名                                    | 俳優                             |
| --------------------------------------- | -------------------------------- |
| ジェフリー・フランケン                  | ジェームズ・ロリンズ             |
| エリザベス・シェリー/フランケンフッカー | パティ・マレン                   |
| ポン引きのゾロ                          | ジョセフ・ゴンザレス             |
| ジェフリーの母                          | ルイーズ・ラサー                 |
| エリザベスの母                          | ジョアンヌ・リッチー             |
| エリザベスの父                          | J・J・クラーク                   |
| エリザベスの祖母                        | シャール・バーンハイム           |
| ゴールディ                              | ポール・フェリックス・モンテス   |
| ルーファス・マクルーア                  | グレゴリー・マーティン           |
| ドロレス                                | カリッサ・チャニング             |
| メリー・ジェーン                        | ハンナ・ヨーク                   |
| アンダーソン刑事                        | ヘルマー・オーガスタス・クーパー |
| シャルトリューズ                        | ヘザー・ハンター                 |
| ハニー                                  | シャーロット・ケンプ             |
| クリスタル                              | リア・チャン                     |
| アンバー                                | キンバリー・テイラー             |
| バーテンダーのスパイク                  | シャーリー・ストーラー           |
| エンジェル                              | ジェニファー・デローラ           |

## 公開
「フランケンフッカー」の公開は、MPAAからR指定を受けるのが困難だったため、延期された。フランク・ヘネンロッター監督は、あるレーティング機関の担当者が制作会社の秘書に電話で、「おめでとう、君たちの映画は初めて『S』指定された映画だよ」と言ったという。彼女は「『S』？セックス(Sex)の？」と尋ねた。そして担当者は、「いいや、くそったれ(Shit)の『S』」と答えた。
しかし、ヘネンロッターの保守的な両親は、ニューヨークで行われたこの映画の試写会に出席することを強く希望し、ヘネンロッターは、両親が低俗な要素に腹を立てないことに驚きを隠せなかったという。

## 評価
Rotten Tomatoesでの支持率は14件のレビューで57%、平均点は5.09/10となった。
アメリカの雑誌『バラエティ』は、「『フランケンフッカー』は、心臓の強い人、胃の強い人にだけお勧めする、ゾッとするようなグロテスクなホラー・コメディだ」と書いている。
『ニューヨーク・タイムズ』のヴィンセント・キャンビーは、「フランク・ヘネンロッターの『フランケンフッカー』には正当な不条理感が潜んでいるが、特殊効果やソフトコア・ポルノを思わせる要素によって影が薄くなっている」と評した。
『ロサンゼルス・タイムズ』のケビン・トーマスは、「陽気で、まったくとんでもないニッコリ・ゴア・コメディ」と評している。
『フランケンフッカー』はアメリカのテレビ局『E!』の番組「Attack of the Killer B」で「Killer B Film of the Year for 1990」に選ばれている。
俳優ビル・マーレイは、「今年1本映画を見るなら、『フランケンフッカー』であるべきだ」と言ったと伝えられている。ヘネンロッターは、マーレイが自分の映画『クイック・チェンジ』を編集している時、『フランケンフッカー』のクルーと共に時間を過ごしていたと言った。マーレイが自分たちの映画に興味を示したので、配給会社は彼から支援を得ようとした。 マーレイの親しみやすさを悪用されることを恥じたヘネンロッターは、マーレイを避けようとした。やがて二人が出くわすと、ヘネンロッターは謝罪し、マーレイには責任がないことを説明した。 その説明に満足したマーレイは、自ら名前の引用を進み出た。

## 映像メディア
- VHS
  - フランケンフッカー - 1991年1月25日（徳間ジャパンコミュニケーションズ）
- LD
  - フランケンフッカー - 1991年5月25日（ワーナーミュージック・ジャパン）
- DVD
  - フランケンフッカー - 2008年7月9日（キングレコード）
- Blu-ray
  - フランケンフッカー <コレクターズ・エディション> - 2022年8月31日（TCエンタテインメント）